# Mariano Martínez (ornitólogo)
Mariano Manuel Martínez Peralta (Mar del Plata, 13 de mayo de 1956 - ibídem, 12 de marzo de 1998) fue un ornitólogo y naturalista argentino. Fue docente de la Universidad Nacional de La Plata y de la Universidad Nacional de Mar del Plata. Desde muy joven se dedicó al estudio y la conservación de las aves de Mar Chiquita, provincia de Buenos Aires.

## Trayectoria
Mariano M. Martínez, más conocido como el «Tucán», egresó de la Facultad de Ciencias Naturales y Museo (Universidad Nacional de La Plata), obteniendo la Licenciatura en Zoología durante 1981. Su actividad profesional se inició como becario del Consejo Nacional de Investigaciones Científicas y Técnicas (Argentina). Su actividad docente comenzó en 1977 dentro de la Cátedra de Zoología Vertebrados de esta Facultad, prosiguiendo hasta 1987, año en que se trasladó a la Facultad de Ciencias Exactas y Naturales de la Universidad Nacional de Mar del Plata, donde llegó a ocupar el cargo de Profesor Adjunto de la Cátedra de Vertebrados.
Su participación en proyectos de investigación nacionales e internacionales fue muy activa, reflejándose en la publicación de un gran número artículos científicos y capítulos de libros sobre las aves y la limnología, en el cual logra una síntesis precisa sobre la acción y la función de este grupo de vertebrados en la dinámica de los ecosistemas acuáticos. 

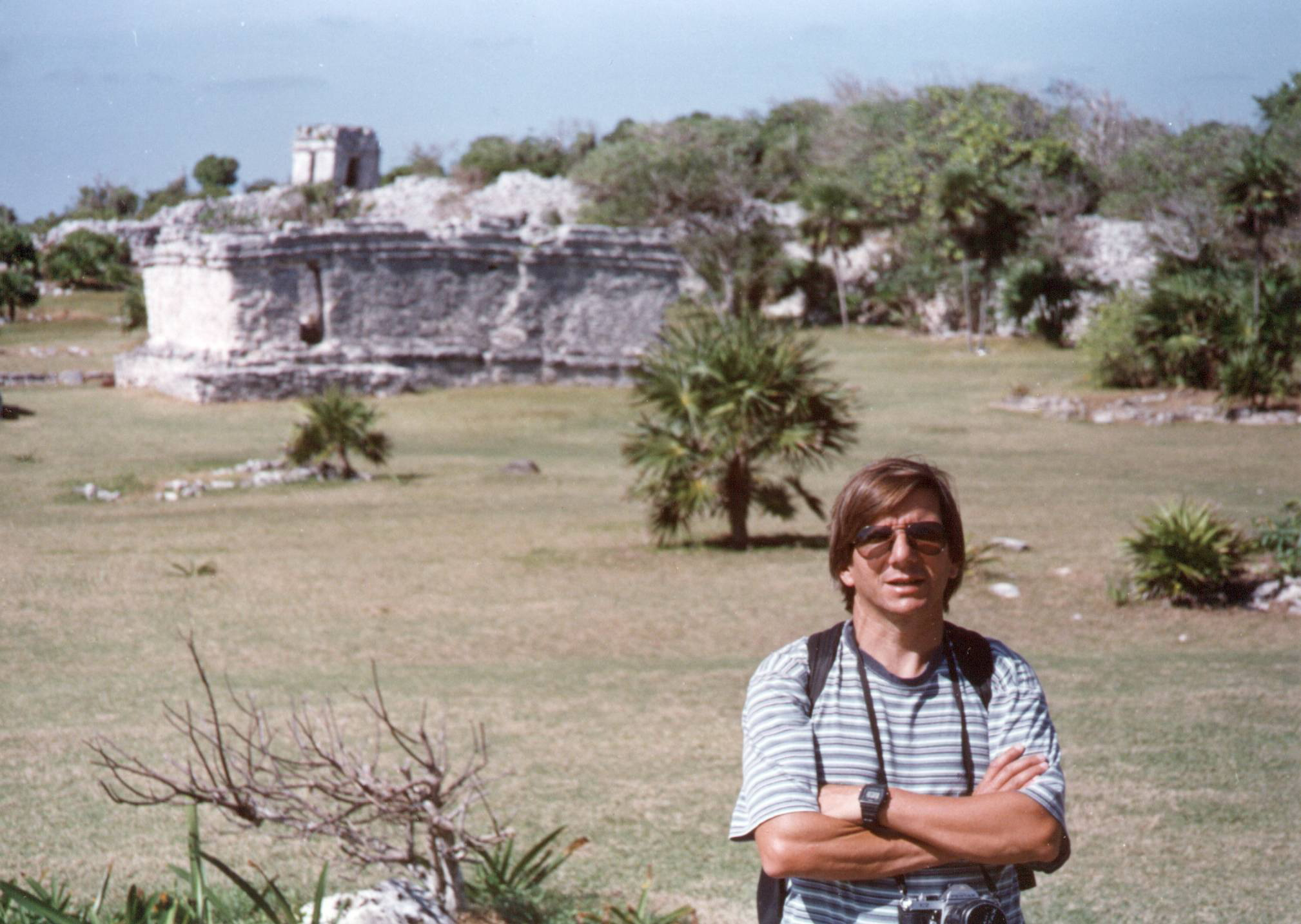
El ornitólogo Mariano M. Martínez.

Participó activamente en reuniones científicas, en la formación de recursos humanos y en tareas de extensión, generando numerosos informes de diferentes áreas del país. Entre estos últimos, se destaca el referido a la laguna Llancanelo en Mendoza, con el que reforzó el camino ya iniciado para que este ambiente acuático fuera designado humedal de importancia según el convenio de Ramsar durante el año 1997.
Participó de la publicación de 33 artículos científicos, principalmente referidos a distribución, ecología, historia natural y conservación de aves argentinas. Además fue autor de varios capítulos del libro Reserva de Biósfera Mar Chiquita: Características físicas, biológicas y ecológicas (Iribarne O, ed.). También escribió numerosos informes técnicos relacionados con la gestión y el manejo de los recursos naturales, principalmente en diversos humedales del país.
Mariano realizó un invaluable aporte al conocimiento biológico-ecológico de Mar Chiquita y colaboró directa o indirectamente en la formación de muchos estudiantes de grado y posgrado. Como homenaje a su obra, el centro de interpretación de la Reserva Mar Chiquita lleva su nombre.